# Александров (посёлок, Могилёвская область)
Александров (бел. Александроў) — посёлок в составе Семукачского сельсовета Могилёвского района Могилёвской области Республики Беларусь.

## Население
- 1999 год — 5 человек
- 2010 год — 8 человек